# Hermann Hendrich

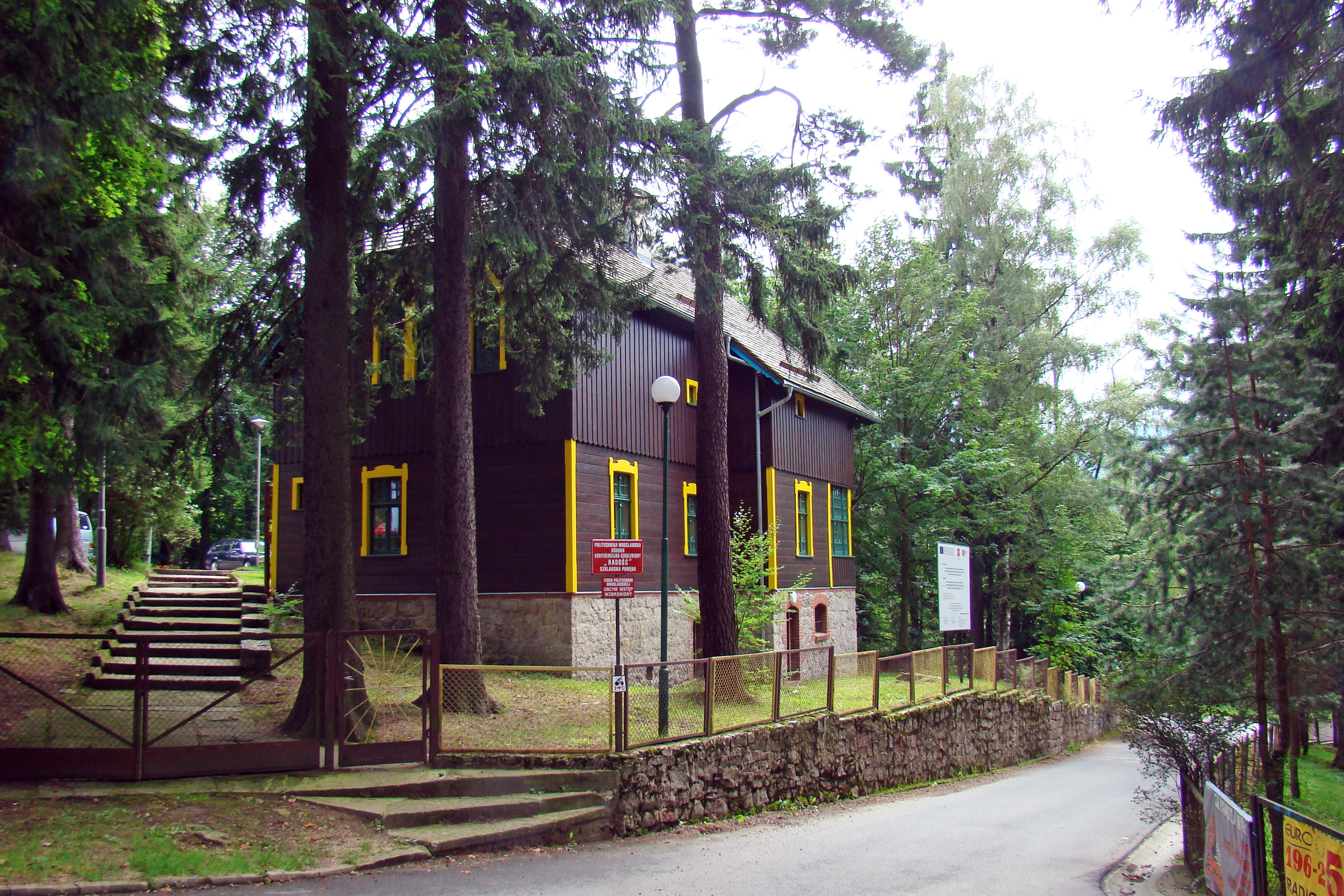
Dom Hermanna Hendricha w Szklarskiej Porębie (ul. Muzealna 5)

Hermann Hendrich (ur. 31 października 1856 w Heringen, zm. 13 lipca 1931 w Szklarskiej Porębie) – niemiecki malarz. 
Przez kilka lat mieszkał w Stanach Zjednoczonych. Później, na przełomie XIX/XX w., zamieszkał w Szklarskiej Porębie Średniej, gdzie w 1902 zbudował dla siebie, zachowaną do dziś, willę (ul. Muzealna 5). Pochowany koło swojego domu, grób zachował się. 
Heindrich w młodości zafascynował się twórczością Wagnera oraz, pod wpływem odbytej podróży do Norwegii, mitologią nordycką i ogólnie mitologią germańską, w efekcie czego jego malarstwo poświęcone jest mitom germańskim oraz tematyce mitycznej lub fantastycznej. Do głównych osiągnięć malarza należała ukończona w 1903 w Szklarskiej Porębie Sagenhalle (Hala Legend) - cykl ośmiu wielkoformatowych secesyjnych obrazów przedstawiających karkonoskiego Liczyrzepę utożsamianego przez artystę z germańskim bogiem Wotanem. Ekspozycję tę usytuowano w specjalnie wybudowanym budynku koło willi malarza, naśladującym nordycką świątynię. Do jej likwidacji w 1945 hala była uważana za jedną z ważniejszych atrakcji miasta. Heindrich stworzył jeszcze dwie podobne kompozycje: w 1901 Halę Walpurgi koło Heringen i późniejszą Halę Nibelungów koło Königswinter. W okresie międzywojennym obrazy z Hali Legend, jak i sama hala, były często reprodukowane, m.in. na pocztówkach.
Nazwiskiem malarza nazwano ulicę w Berlinie. 